# Fehér elefánt (film, 2022)
A Fehér elefánt (eredeti cím: White Elephant) 2022-es amerikai akciófilm, amelyet Jesse V. Johnson és Erik Martinez forgatókönyvéből Johnson rendezett. A főbb szerepekben Michael Rooker, Bruce Willis, Olga Kurylenko és John Malkovich látható.
Az Amerikai Egyesült Államokban az RLJE Films forgalmazásában 2022. június 3-án mutatták be a mozikban. 2022. június 3-án jelent meg az AMC+ streaming-csatornán.

## Cselekmény
Gabriel Tancredi, az egykori tengerészgyalogosból lett maffiavezér megszegi szabályait, hogy megmentsen egy rendőrtisztet, Vanessát, aki szemtanúja volt egy sikertelen merényletnek, amelyet barátja és kegyetlen maffiafőnök, Arnold Solomon rendelt el.

## Szereplők
| Szerep           | Színész           | Magyar hang      |
| ---------------- | ----------------- | ---------------- |
| Gabriel Tancredi | Michael Rooker    | Berzsenyi Zoltán |
| Vanessa Flynn    | Olga Kurylenko    | Pikali Gerda     |
| Arnold Solomon   | Bruce Willis      | Barbinek Péter   |
| Glen Follett     | John Malkovich    | Epres Attila     |
| Carlos Garcia    | Vadhir Derbez     | Moser Károly     |
| Jim              | Josef Cannon      |                  |
| Tomi             | Lauren Buglioli   |                  |
| K.I.M            | Lorenzo Antonucci |                  |
| Walter Koschek   | Michael Rose      |                  |
| Luis Velasquez   | Louie Ski Carr    |                  |
| Daley            | Chris Cleveland   | Papp Dániel      |

## A film készítése
A film forgatása Georgia államban kezdődött 2021 áprilisában.
A Fehér elefánt az egyik utolsó film, amelyben Bruce Willis szerepelt, aki visszavonult a színészkedéstől, mert frontotemporális demenciát diagnosztizáltak nála.

## Fordítás
- Ez a szócikk részben vagy egészben  a   White Elephant (2022 film) című angol Wikipédia-szócikk fordításán alapul.  Az eredeti cikk szerkesztőit annak laptörténete sorolja fel. Ez a jelzés csupán a megfogalmazás eredetét és a szerzői jogokat jelzi, nem szolgál a cikkben szereplő információk forrásmegjelöléseként.